# Salsta, Flen
Salsta är en stadsdel i Flen.
Salsta präglas främst av tegelhus, men också av höghus, de så kallade punkthusen designades av arkitekten Tage Holm. Andra bostadshus och några villor förekommer runt om. De vita tegelhusen kallas även "bananhusen" då de är formade i en böj. På Salsta finns närbutik, internationell livsmedelsbutik, pizzeria och en pulkabacke som används av många Flensbor på vintern. På Salsta finns även ett promenadstråk nere vid Gårdsjön som kallas "Strandpromenaden".[källa behövs]

## Historia
När Fattighuset Snuten revs 1878 användes materialet till att bygga Salsta skola. Stationssamhället Salsta växte snabbt och en ny skola byggdes vid kyrkan intill det gamla skolhuset. Gamla Salsta skola revs 1970.